# The Last Gang
The Last Gang is een Amerikaanse punkband afkomstig uit Los Angeles, Californië. De band werd opgericht in 2007. In 2017, na enkele platen onder eigen beheer te hebben uitgegeven, tekende de band een contract bij het punklabel Fat Wreck Chords.

## Geschiedenis
The Last Gang werd opgericht in 2007 door zanger en gitarist Brenna Red. De band verduurde vervolgens diverse veranderingen in de formatie, met Red als enige constante bandlid. Vanwege Reds verplichtingen bij Fiction Reform, waar ze tussen 2009 en 2013 bij speelde, kende The Last Gang in deze tijd verschillende periodes met weinig tot geen activiteit. In 2010 werd de ep Continuity Breakout uitgegeven via het onafhankelijke label Nothing But a Nightmare. In 2012 werd door Red besloten met de band te stoppen.
In 2013 kwam de band definitief weer bij elkaar. Dit werd hetzelfde jaar nog gevolgd door het debuutalbum van de band, getiteld Employee's Picks Vol. 1, hetgeen onder eigen beheer werd uitgegeven. In 2016 verscheen een splitalbum met de band Bristol to Memory.
The Last Gang begon binnen de punkbeweging door te breken in 2017, toen tien jaar na de oprichting van de band de single "Sing for Your Supper" werd uitgegeven via het platenlabel Fat Wreck Chords. Hierop ging The Last Gang op tournee door het Verenigd Koninkrijk. In 2018 werd het studioalbum Keep Them Counting uitgegeven via Fat Wreck Chords. In april en mei 2018 ging The Last Gang op diens eerste tournee door Europa. De band kreeg hiermee meer media-aandacht van meer mainstream websites en tijdschriften zoals Alternative Press.
In 2021 werd het derde studioalbum van de band uitgegeven, getiteld Noise Noise Noise.

## Leden
- Brenna Red - zang, gitaar
- Sean Viele - basgitaar
- Robert Wantland - drums

## Discografie
Studioalbums
- Employee's Picks Vol. 1 (2013)
- Keep Them Counting (2018)
- Noise Noise Noise (2021)

Andere albums
- Continuity Breakout (ep; 2010)
- The Last Gang/Bristol to Memory (splitalbum; 2016)
- "Sing for Your Supper" (single; 2017)

- MusicBrainz: 9770786a-b7bb-4c98-b70a-a4dad6e5a330